# Bemidji
Bemidji város az USA Minnesota államában. Lakosainak száma 14 574 fő (2020. április 1.).

## Népesség
A település népességének változása:

| 2010 | 13 431 |
| 2020 | 14 574 |